# Episodi di C'è sempre il sole a Philadelphia (sesta stagione)
La sesta stagione della serie televisiva C'è sempre il sole a Philadelphia è stata trasmessa negli Stati Uniti dal 16 settembre al 9 dicembre 2010 su FX.
In Italia la stagione è andata in onda dal 22 gennaio al 26 febbraio 2011 su FX.
| nº | Titolo originale                      | Titolo italiano                   | Prima TV USA      | Prima TV Italia  |
| -- | ------------------------------------- | --------------------------------- | ----------------- | ---------------- |
| 1  | Mac Fights Gay Marriage               | Mac contro il matrimonio gay      | 16 settembre 2010 | 22 gennaio 2011  |
| 2  | Dennis Gets Divorced                  | Dennis divorzia                   | 23 settembre 2010 | 22 gennaio 2011  |
| 3  | The Gang Buys a Boat                  | La banda compra una barca         | 30 settembre 2010 | 29 gennaio 2011  |
| 4  | Mac's Big Break                       | Il grande colpo di Mac            | 7 ottobre 2010    | 29 gennaio 2011  |
| 5  | Mac and Charlie: White Trash          | Ondata di caldo                   | 14 ottobre 2010   | 5 febbraio 2011  |
| 6  | Mac's Mom Burns Her House Down        | Due mamme di troppo               | 21 ottobre 2010   | 5 febbraio 2011  |
| 7  | Who Got Dee Pregnant?                 | Chi ha messo incinta Dee?         | 28 ottobre 2010   | 12 febbraio 2011 |
| 8  | The Gang Gets a New Member            | Schmitty                          | 4 novembre 2010   | 12 febbraio 2011 |
| 9  | Dee Reynolds: Shaping America's Youth | Arma letale 5                     | 11 novembre 2010  | 19 febbraio 2011 |
| 10 | Charlie Kelly: King of the Rats       | Festa di compleanno               | 18 novembre 2010  | 19 febbraio 2011 |
| 11 | The Gang Gets Stranded in the Woods   | Avventura nel bosco               | 2 dicembre 2010   | 26 febbraio 2011 |
| 12 | Dee Gives Birth                       | Deandra partorisce                | 9 dicembre 2010   | 26 febbraio 2011 |
| 13 | A Very Sunny Christmas (Part 1)       | Un Natale molto allegro (Parte 1) | 16 dicembre 2010  | 5 marzo 2011     |
| 14 | A Very Sunny Christmas (Part 2)       | Un Natale molto allegro (Parte 2) | 16 dicembre 2010  | 5 marzo 2011     |